# 狴犴

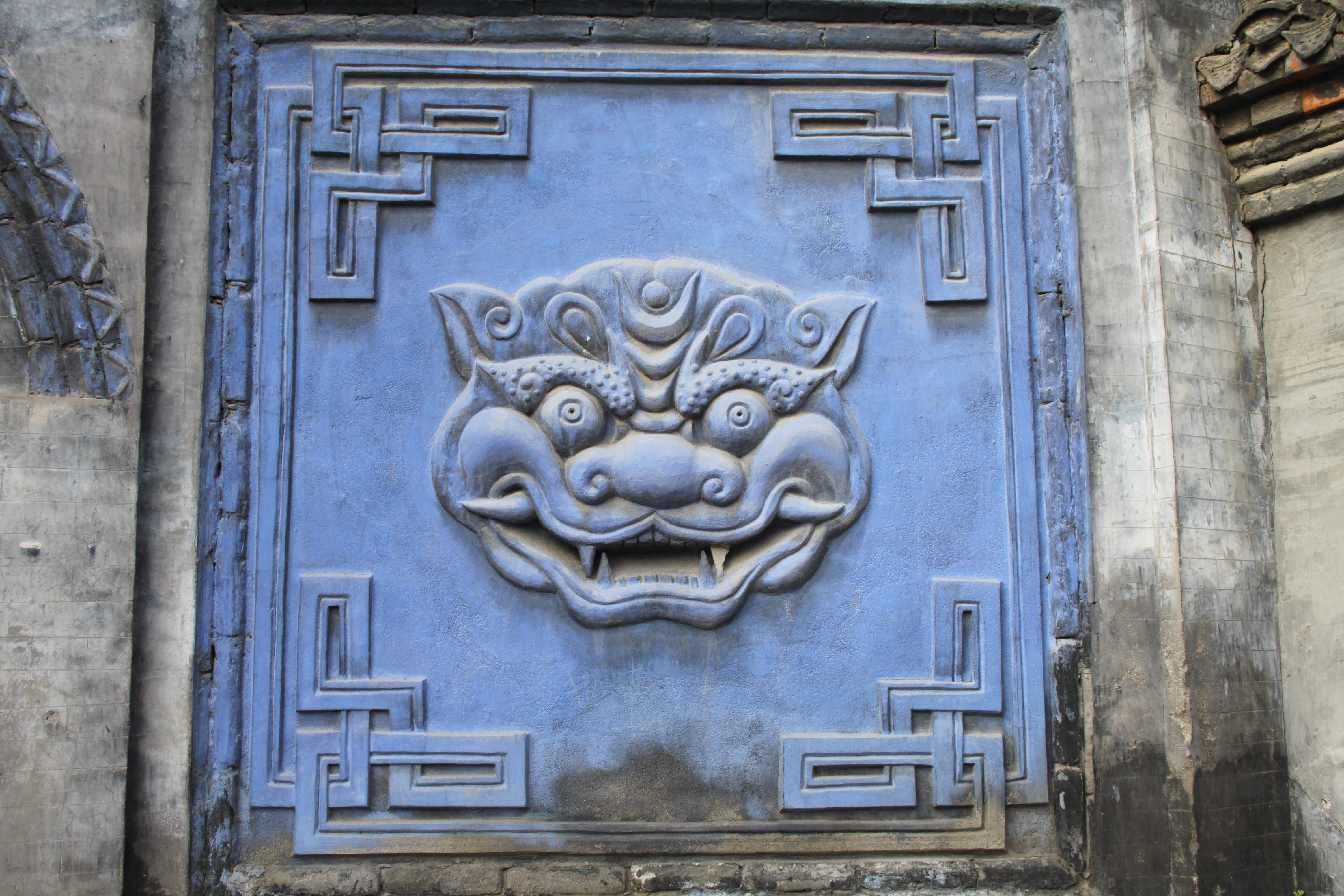
清代の監獄の門に描かれた狴犴

狴犴（へいかん、拼音: Bì'àn）は、竜生九子の一つ。𡩜章ともよばれる。姿は老いた虎に似ていて威力があり、訴訟を好む。故に監獄の扉や、官庁の正面の広間の両側の格子窓の意匠となり、監獄の異称となった。
他の説によると、好むのは力であったり、悪人を裁くことであったり、おしゃべりだったりする。